# Pervietà
Per pervietà in campo medico si intende l'idoneità di un condotto, organico o artificiale, al passaggio attraverso di esso di gas o di fluidi. Si parla spesso, quindi, di "pervietà delle vie aeree" nelle manovre di rianimazione di base, ovvero delle tecniche per mantenere le alte vie respiratorie "pervie" al passaggio fondamentale dell'ossigeno per il mantenimento in vita dell'individuo.
La pervietà di un canale organico, spesso si può perdere per ostruzione da corpi estranei, per la formazione di "blocchi" (come nel caso dei calcoli nell'uretere), dalla formazione di trombi o dalla compressione di masse vicine, come nei processi espansivi dovuti a tumori. L'ostruzione patologica prende il nome di stenosi. Ad esempio, l'infarto miocardico acuto è dovuto alla stenosi di una arteria coronaria che ne limita la pervietà e quindi la sua capacità di far scorrere il sangue che deve irrorare il muscolo miocardio.
Spesso la terapia utilizzata per ristabilire la pervietà di un condotto consiste nella pratica dell'angioplastica, spesso seguita dall'introduzione di uno stent.
Il termine pervietà è utilizzato anche al riguardo di canali artificiali, come cateteri e drenaggi chirurgici, la cui capacità di far transitare i fluidi senza eccessiva resistenza è fondamentale per il loro funzionamento.
Talvolta questo termine è, invece, correlato ad un aspetto negativo, come ad esempio nella condizione patologica malattia congenita che prende il nome di pervietà del dotto di Botallo, dove esiste un collegamento organico tra l'aorta e le vene polmonari che permette un flusso irregolare di sangue.